# Vlagyimir Gelfand
Vlagyimir Natanovics Gelfand, ukránul: Володи́мир Ната́нович Ге́льфанд, (Novoarhangelszk, Kirovohradi terület, Ukrán SZSZK, 1923. március 1. – Dnyipropetrovszk, Ukrán SZSZK, 1983. november 25.). A második világháborúban vett részt, és ismertté vált mint az 1941-től 1946-ig vezetett naplójának szerzője. Gelfand katonai naplója 2005-ben jelent meg Németországban, ez az első és egyetlen személyes napló egy Vörös Hadsereg tisztjétől, amely német nyelven hozzáférhető.

## Élete
Élete során 1942 májusától 1946 novemberéig szolgált a Vörös Hadseregben. 1947-ben kezdte meg tanulmányait a Dnyepropetrovszki Állami Egyetem történelem-filológiai karán, majd 1952-ben diplomázott a Gorkij Állami Egyetemen Molotovban (jelenleg Perm). 1952-től egészen 1983-ban bekövetkezett haláláig társadalomismeretet és történelmet tanított. Két házasságából három fiú született.

## Publikációk
- bbb battert, Németország, Tagebuch 1941–1946 (ISBN 3-87989-360-8), 2002
- Aufbau, Németország, Deutschland Tagebuch 1945—1946 (ISBN 3-351-02596-3), 2005
- Ersatz, Svédország, Tysk dagbok 1945—46 (ISBN 91-88858-21-9, 2006
- Aufbau-Taschenbuch-Verlag, Németország, Deutschland Tagebuch 1945—1946 (ISBN 3746681553), 2008
- Ersatz- E-bok, Svédország, Tysk dagbok 1945—46 (ISBN 9789186437831), 2012
- Росспэн, Oroszország, Дневник 1941–1946 (ISBN 978-5-8243-1983-5), Книжники (ISBN 978-5-9953-0395-4), 2015
- Росспэн, Oroszország, Дневник 1941–1946 (ISBN 978-5-8243-2023-7), Книжники (ISBN 978-5-9953-0437-1), 2016